# Arrondissement Bordeaux
Bordeaux is een arrondissement van het Franse departement Gironde in de regio Nouvelle-Aquitaine. De onderprefectuur is Bordeaux.

## Kantons
Het arrondissement was tot 2014 samengesteld uit de volgende kantons:
- Kanton Bègles
- Kanton Blanquefort
- Bordeaux 1e Kanton
- Bordeaux 2e Kanton
- Bordeaux 3e Kanton
- Bordeaux 4e Kanton
- Bordeaux 5e Kanton
- Bordeaux 6e Kanton
- Bordeaux 7e Kanton
- Bordeaux 8e Kanton
- Kanton Le Bouscat
- Kanton La Brède
- Kanton Carbon-Blanc
- Kanton Cenon
- Kanton Créon
- Kanton Floirac
- Kanton Gradignan
- Kanton Lormont
- Mérignac 1e Kanton
- Mérignac 2e Kanton
- Pessac 1e Kanton
- Pessac 2e Kanton
- Kanton Saint-Médard-en-Jalles
- Kanton Talence
- Kanton Villenave-d'Ornon

Na de herindeling van de kantons bij decreet van 20 februari 2014, met uitwerking op 22 maart 2015, zijn dat:
- Kanton Bordeaux-1
- Kanton Bordeaux-2
- Kanton Bordeaux-3
- Kanton Bordeaux-4
- Kanton Bordeaux-5
- Kanton Le Bouscat
- Kanton La Brède
- Kanton Cenon
- Kanton Créon
- Kanton L'Entre-Deux-Mers (deel 6/57)
- Kanton Lormont
- Kanton Mérignac-1
- Kanton Mérignac-2
- Kanton Pessac-1
- Kanton Pessac-2
- Kanton Les Portes du Médoc
- Kanton La Presqu'île
- Kanton Saint-Médard-en-Jalles
- Kanton Le Sud-Médoc  (deel 1/22)
- Kanton Talence
- Kanton Villenave-d'Ornon